# 狄利克雷摺積
在算術函數集上，可以定義一種二元運算，使得取這種運算為乘法，取普通函數加法為加法，使得算術函數集為一個交換環。其中一種這樣的運算便是狄利克雷摺積。它和一般的卷积有不少相類之處。
對於算術函數{\displaystyle f,g}，定義其狄利克雷摺積{\displaystyle (f*g)(n)=\sum _{d|n}f(d)g({\frac {n}{d}})}。
取狄利克雷摺積為運算，積性函數集是算術函數集的子群。

## 運算
- 交換律{\displaystyle f*g=g*f}
- 結合律{\displaystyle (f*g)*h=f*(g*h)}
- 分配律{\displaystyle f*(g+h)=f*g+f*h=(g+h)*f}
- 存在單位函數ε使得{\displaystyle f=f*\epsilon =\epsilon *f}。ε(n)的值為1若n=1，否則ε(n)=0。
- 對於任意算術函數{\displaystyle f}，若{\displaystyle f(1)}不等於0，都有唯一的逆函數{\displaystyle f^{-1}}，使得{\displaystyle f*f^{-1}=\epsilon }。

{\displaystyle f^{-1}}的值如下：
{\displaystyle f^{-1}(1)={\frac {1}{f(1)}}}
對於{\displaystyle n>1}，{\displaystyle f^{-1}(n)={\frac {-1}{f(1)}}\sum _{d|n,n\neq d}f({\frac {n}{d}})f^{-1}(d)}
默比乌斯函数μ的逆函數為（一般意義上的）1，即對於{\displaystyle n\neq 1}，{\displaystyle \sum _{d|n}\mu (d)\times 1=0}。這是默比乌斯反演公式的原理。
狄利克雷摺積得名於數學家約翰·彼得·古斯塔夫·勒熱納·狄利克雷。1857年约瑟夫·刘维尔曾發表了許多包含這個運算的恆等式。將它視為二元運算這個觀點由埃里克·坦普爾·貝爾和M.奇波拉1915年提出。

## 導數
若定義{\displaystyle f}的「導數」{\displaystyle f'(n)=f(n)\log(n)}，可以發現這個運算和連續實函數的導數有不少相似的地方：
- {\displaystyle (f+g)'=f'+g'}
- {\displaystyle (f*g)'=f*g'+f'*g}
- {\displaystyle (f^{-1})'={\frac {-f'}{f*f}}}

## 級數
對於算術函數{\displaystyle f}，定義其狄利克雷級數
{\displaystyle DG(f;s)=\sum _{n=1}^{\infty }{\frac {f(n)}{n^{s}}}}
對於一些算術函數的狄利克雷級數，它們的積，跟那些算術函數的狄利克雷摺積的狄利克雷級數是相等的：
{\displaystyle DG(f;s)DG(g;s)=DG(f*g;s)\,}
這跟卷积定理很相似。
定義{\displaystyle f}的貝爾級數
{\displaystyle f_{p}(x)=\sum _{n=0}^{\infty }f(p^{n})x^{n}.}
也有類似的關係：
- {\displaystyle {(f*g)_{p}}(x)=f_{p}(x)\times g_{p}(x)}